# Hokovce
Hokovce é um município da Eslováquia, situado no distrito de Levice, na região de Nitra. Tem 14,4 km² de área e sua população em 2018 foi estimada em 497 habitantes.

## Demografia
| Ano:        | 1994 | 2004   | 2014    | 2024   |
| ----------- | ---- | ------ | ------- | ------ |
| Broj ljudi: | 615  | 569    | 509     | 499    |
| Razlika:    |      | -7,47% | -10,54% | -1,96% |

| Ano:               | 2023 | 2024   |
| ------------------ | ---- | ------ |
| Número de pessoas: | 487  | 499    |
| Diferença:         |      | +2,46% |